# Sofivka (Dnipropetrovsk)
Sofivka (en ucraniano: Софіївка) es un pueblo ucraniano perteneciente al óblast de Dnipropetrovsk. Situado en el centro del país, es parte del raión de Krivói Rog y del municipio (hromada) homónimo.

## Toponimia
El nombre del lugar en ruso es Sofievka (en ruso: Софиевка).  

## Geografía
Sofivka se encuentra a orillas del río Kámianka, un afluente derecho del río Bazavluk, a 43 km de Krivói Rog. 

## Historia
Sofivka fue fundada entre 1791 y 1796 por un general del ejército zarista llamado Dunin, quien nombró la aldea en honor a su esposa Sofía, y formó parte de la gobernación de Yekaterinoslav del Imperio ruso.
Durante la guerra civil rusa, el cuartel general de Mijáilo Malashko de la República Popular de Ucrania estaba ubicado en Sofivka.
El pueblo obtuvo la condición de asentamiento de tipo urbano en 1957.
Hasta el 18 de julio de 2020, Sofivka fue el centro del raión de Sofivka. El raión fue abolido en julio de 2020 como parte de la reforma administrativa de Ucrania, que redujo el número de raiones del óblast de Dnipropetrovsk a siete. El territorio del raión de Sofivka se fusionó con el raión de Krivói Rog.En 2023, la localidad perdió el estatus de asentamiento de tipo urbano debido a la eliminación de este estatus administrativo.

## Demografía
La evolución de la población de Sofivka entre 1859 y 2022 fue la siguiente:
| 4011                                                          | 3542 | 9327 | 7764 | 7280 | 8067 | 8848 | 8327 | 7886 | 7212 | 7704 | 6601 | 6329 |
| (Fuente: Cities & Towns of Ukraine y UKRAINE: Größere Städte) |      |      |      |      |      |      |      |      |      |      |      |      |

Según el censo de 2001, la lengua materna de la mayoría de los habitantes, el 94,16%, es el ucraniano; del 4,79%, el ruso.

## Infraestructura

### Transporte
Sofivka se encuentra en la autopista H11 que conecta Dnipró y Krivói Rog. También tiene acceso por carretera a Apóstolove en el sur y Piatijatki en el norte. La estación de tren más cercana está en Devladove, unos 10 km al noroeste de Sofivka, en la línea que conecta Dnipró y Krivói Rog. 